# Pietro Micheletti

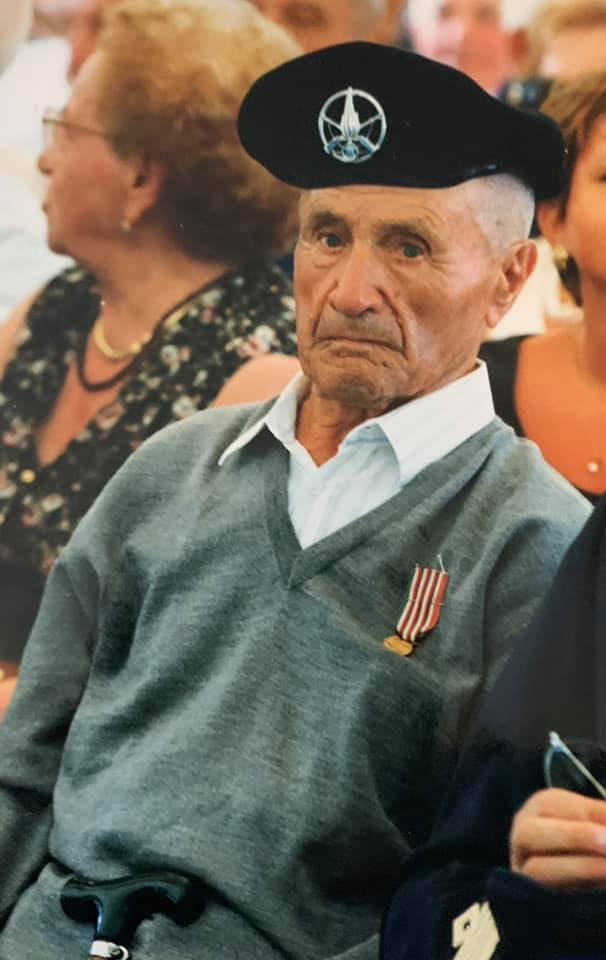
Pietro Micheletti em 2004

Pietro Micheletti (19 de outubro de 1900 - 25 de março de 2005) foi o último herói da Primeira Guerra Mundial da Itália.
Em 1917 entrou como voluntário na Primeira Guerra Mundial inscrevendo-se no corpo de Arditi. Depois da guerra voltou a Vittorio Veneto. 
Permaneceu no Exército ao Serviço do Ministério da Guerra até 1925.
Em 1918 recebeu a cruz de guerra por alto valor. Em 1919 recebeu a medalha comemorativa da vitória italiana. Em 1920 recebeu a medalha comemorativa austro-italiana de 1915-1918. Em 1958 recebeu a medalha de unificação da Itália. Em 1958 foi designado cavaleiro de Vittorio Veneto. Em 2005 foi designado cavaleiro da Ordem do Mérito da República Italiana.